# منتخب مانشوكو لكرة القدم
منتخب مانشوكو الوطني لكرة القدم هو ممثل الرسمي في المنافسات الدولية في كرة القدم في فئة كرة القدم للرجال. تأسس في 1932.